# Wojna manewrowa

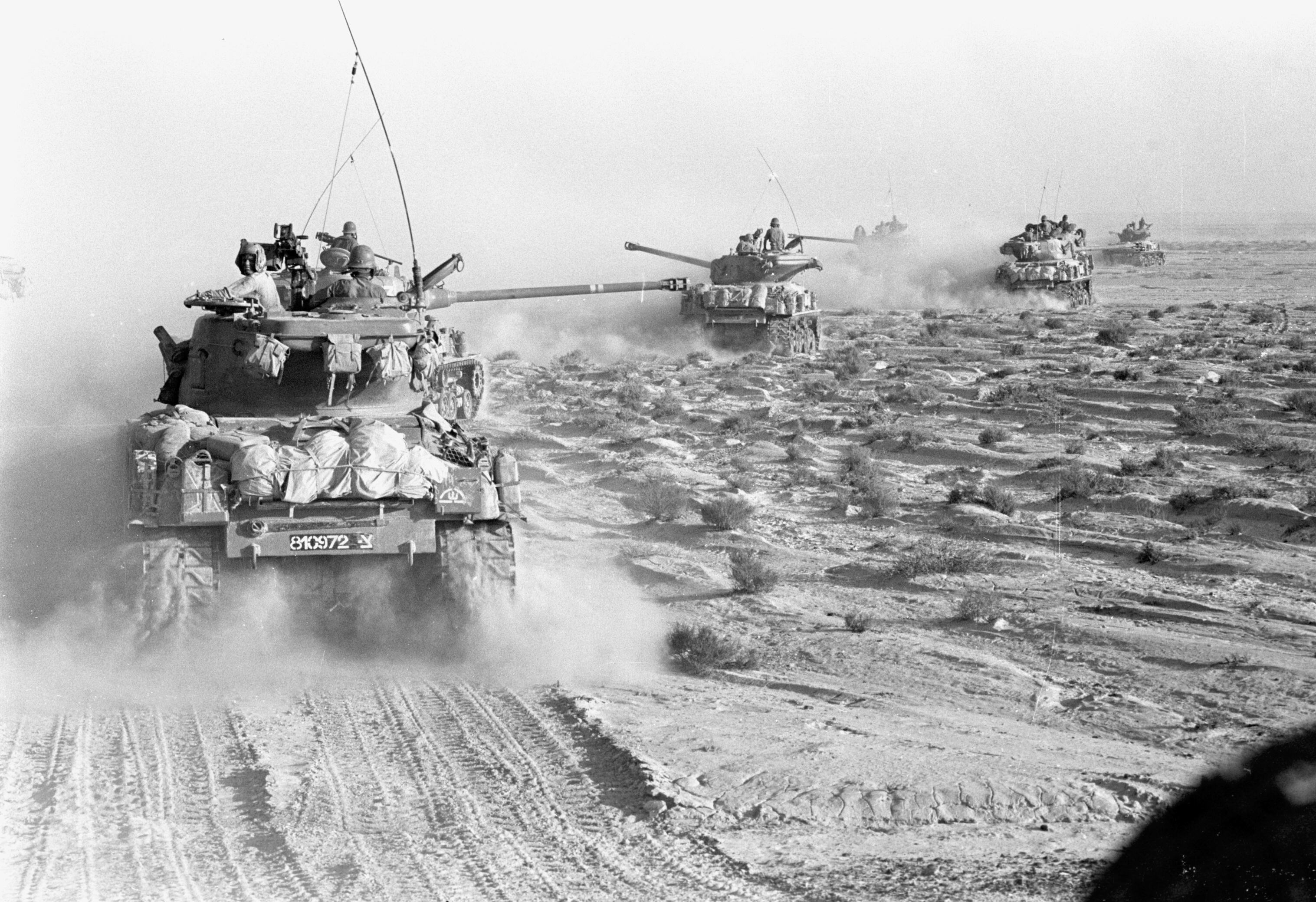
Wojna manewrowa

Wojna manewrowa – wojna, w czasie której walka zbrojna prowadzona jest przy szerokim stosowaniu manewru sił i środków (na lądzie, morzu i w powietrzu) przy długotrwałym braku stabilnych linii frontów. Odmianą wojny manewrowej jest wojna błyskawiczna (Blitzkrieg).